# Дітріх Заксе
Дітріх Заксе (нім. Dietrich Sachse; 22 серпня 1917, Гіршталь — 20 серпня 1944, Ла-Манш) — німецький офіцер-підводник, оберлейтенант-цур-зее крігсмаріне.

## Біографія
16 вересня 1939 року вступив на флот. З 15 вересня по 1 грудня 1943 року — командир підводного човна U-1162, з 2 грудня 1943 року — U-28. 17 березня 1944 року човен затонув внаслідок аварійного зіткнення. З 20 квітня 1944 року — командир U-413, на якому здійснив 2 походи (разом 23 дні в морі). 19 серпня 1944 року потопив британський торговий пароплав Saint Enogat водотоннажністю 2360 тонн, який перевозив 1427 тонн державних вантажів; 4 з 41 членів екіпажу загинули. Наступного дня U-413 був потоплений в Англійському каналі південніше Брайтона (50°21′ пн. ш. 00°01′ зх. д.) глибинними бомбами британських есмінців «Венслідейл», «Форестер» та «Відет». 1 член екіпажу був врятований, 45 (включаючи Заксе) загинули.

## Звання
- Кандидат в офіцери (16 вересня 1939)
- Фенріх-цур-зее (1 липня 1940)
- Оберфенріх-цур-зее (1 липня 1941)
- Лейтенант-цур-зее (1 березня 1942)
- Оберлейтенант-цур-зее (1 жовтня 1943)